# Yura Yura Teikoku
Yura Yura Teikoku (яп. ゆらゆら帝国 Юра-юра тэйкоку, «Колышущаяся империя») — японское психоделическое рок-трио, образованное в 1989 году и просуществовавшее до 2010 года.

## История
Группа образована в 1989 году гитаристом Синтаро Сакамото с идеей исполнения оригинальной рок-музыки на японском языке. Он и ещё несколько музыкантов экспериментируют со звуком, и после появления в 1990 году басиста Тиё Камэкавы принимается решение о необходимости сокращения состава до трёх человек. С приходом нового барабанщика Итиро Сибаты в 1997 году состав сформировался окончательно.
31 марта 2010 года на официальном сайте было объявлено о роспуске группы.

## Состав

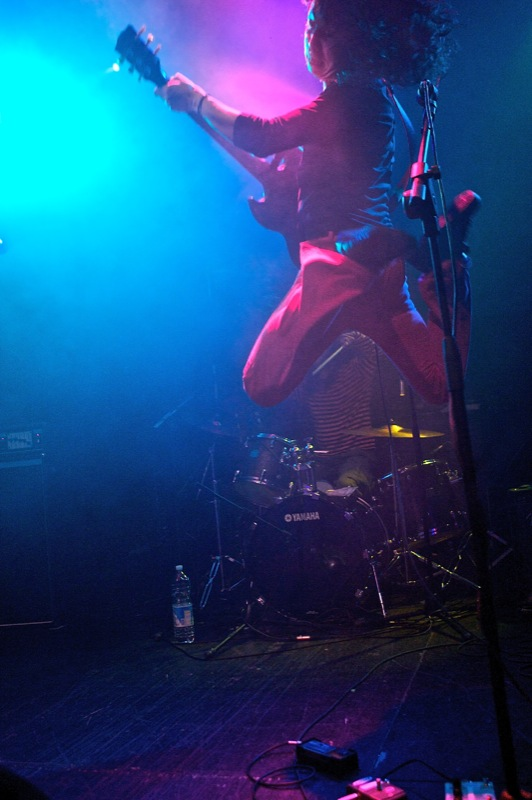
Синтаро Сакамото и Итиро Сибата

- Синтаро Сакамото (яп. 坂本 慎太郎 Сакамото Синтаро:, ромадзи Shintaro Sakamoto) — вокал, гитара;
- Тиё Камэкава (яп. 亀川 千代 Камэкава Тиё, ромадзи Chiyo Kamekawa) — бас-гитара;
- Итиро Сибата (яп. 柴田 一郎 Сибата Итиро:, ромадзи Ichiro Shibata) — ударные.

## Дискография

### Альбомы
- 1992	— Yura Yura Teikoku
- 1994	— Yura Yura Teikoku
- 1995	— Live
- 1996	— Are You Ra?
- 1998	— 3x3x3
- 1999	— Taiyou No Shiroi Kona
- 1999	— Me no Car
- 2001	— III
- 2005	— Sweet Spot
- 2007	— Hollow Me

### Синглы
- 1998	— Hakkoutai
- 1999	— Zukku Ni Rock
- 2006	— Into The Next Night
- 2007	— Beautiful

### EP
- 1998	— Hakkoutai / Itazurakozou
- 2006	— Soft Death / It Was A Robot
- 2010	— Dekinai

### Сборники
- 2004	— 1998-2004